# ブラジルへの郷愁
舞踊組曲『ブラジルへの郷愁』（Saudades do Brasil: Suite de danses） 作品67は、ダリウス・ミヨーが1920年に作曲した、12曲から成るピアノの小品集である。翌1921年、作曲者自身の手によって管弦楽編曲も行われた（ピアノ版には存在しない「序曲」が加えられている）。1922年出版。
表題は『ブラジルの郷愁』、『ブラジルの思い出』とも訳される。

## ブラジル滞在（1917年2月 - 1918年11月）
第一次世界大戦に際して、ミヨーは健康上の理由から従軍することができなかったため、代わりにベルギーの難民を援助する仕事を見つけた。その後、外務省の宣伝部で働くようになるが、1917年からブラジル公使に任命されたポール・クローデルがミヨーを随行員に任命し、共にブラジルへ向かった。
1917年1月はじめ，ミヨーたちはリスボンから出航し、2月にリオ・デ・ジャネイロに到着した。クローデルの補佐をする傍ら、ミヨーはブラジルの大衆音楽に触れ、とりわけそのリズムが以降の創作に影響を与えることとなる。また、赤十字を支援するためのコンサートやレクチャーを企画したり、リオ・デ・ジャネイロを訪れたエルネスト・アンセルメやアルトゥール・ルービンシュタイン、ヴァーツラフ・ニジンスキーおよびバレエ・リュスとの交流を持つなど、西洋芸術音楽界との交流も持ち続けた。
その後、ミヨーは1918年11月23日にブラジルを離れ、西インド諸島とニューヨークを経由して、1919年2月14日にパリへ帰還した。
その後、1920年に滞在先のコペンハーゲンでミヨーは本曲を完成させる。初演は同年11月にパリのギャラリー・モンテーニュにおける六人組演奏会にてニニーニャ・ヴェロソ＝グエラ（Nininha Velloso-Guerra）により行われた。

## 概要
ポルトガル語の「サウダーヂ」（saudade）という単語は「熱望」「切望」「憧れ」「郷愁」「恋しく思う気持ち」といった意味合いを持っており、ミヨーのブラジルに対する強い想いが表れていると考えられる。
エルネスト・ナザレーなどのブラジリアン・ダンゴやマシーシェの影響を受けており、全曲を通して4分の2拍子で多くがシンコペーションを伴う舞曲だが、旋律はミヨー自身によるオリジナルである。ミヨーがしばしば用いた多調による作品である。総演奏時間は約24分。
1. Sorocaba (dedicated to Madame Regis de Oliveira)
2. Botafogo (dedicated to Oswald Guerra)
3. Leme (dedicated to Nininha Velloso-Guerra)
4. Copacabana (dedicated to Godofredo Leão Velloso)
5. Ipanema (dedicated to Arthur Rubinstein)
6. Gávea (dedicated to Madame Henrique Oswald)
7. Corcovado (dedicated to Madame Henri Hoppenot)
8. Tijuca (dedicated to Ricardo Viñes)
9. Sumaré (dedicated to Henri Hoppenot)
10. Paineiras (dedicated to La Baronne Frachon)
11. Laranjeiras (dedicated to Audrey Parr)
12. Paysandu (dedicated to Paul Claudel)